# Viktor Kříž
Viktor Kříž (7. prosince 1850 Sedlčany – 6. ledna 1921 Mladá Boleslav) byl český právník a 10. blovický starosta v letech 1895–1897.
Viktor Kříž se narodil 7. prosince 1850 ve středočeských Sedlčanech. Vystudoval gymnázium v Písku a úspěšně absolvoval pražská práva. Jeho první zaměstnání v roce 1873 bylo u krajského soudu v Písku, o dva roky později byl přeložen do Klatov a ještě později do Stoda, kde si vybudoval postavení lokálně významné osobnosti. Vycházel dobře s občany německé národnosti a dokonce se mu podařilo je přesvědčit, aby přispěli na sbírku pro Národní divadlo.
V roce 1876 se stal notářem, v roce 1889 zástupcem notáře v Plzni a posléze (1890) notářem v Kašperských Horách, kde založil český literární spolek a občanskou záložnu. V roce 1883 byl zvolen okresním zastupitelem a poté i okresním starostou. V roce 1891 se přestěhoval do Blovic a v roce 1895 se stal starostou, když nahradil Františka Metelku. V roce 1897 ho na postu starosty vystřídal Emanuel Bezděka, ale pozici radního si udržel až do roku 1901 (a to i když byl od roku 1899 příslušný v Nové Kdyni a od roku 1901 v Hořovicích). Ani v Hořovicích ale dlouho nepobyl a přestěhoval se do Mladé Boleslavi.
Viktor Kříž zemřel v Mladé Boleslavi 6. ledna 1921 ve věku 70 let.